# Nakijin
Nakijin (今帰仁村, Nakijin-son) est un village du district de Kunigami, situé dans la préfecture d'Okinawa, au Japon. Son nom okinawaïen est Nachijin.

## Géographie

### Situation
Nakijin est situé dans le nord-ouest de l'île d'Okinawa, au Japon. Kōri-jima fait également partie du village.

### Démographie
Au 31 mars 2025, la population de Nakijin s'élevait à 9 230 habitants répartis sur une superficie de 39,93 km2.

## Patrimoine culturel et naturel
Le village de Nakijin compte vingt-trois éléments désignés ou enregistrés comme patrimoine matériel, culturel ou naturel, au niveau national, préfectoral ou municipal. 
- Nom (japonais) (type d’enregistrement)

### Patrimoine matériel
- Cartes des villages du magiri de Nakijin, district de Kunigami (国頭郡今帰仁間切各村全図及び字図?) (Municipal)
- Cartes du village de Heshiki du magiri de Nakijin (今帰仁間切平敷村略図及び平敷村字図?) (Municipal)
- Inscription avec l’histoire des Gardiens du château de Nakijin, Sanhoku (ja:山北今帰仁城監守来歴碑記?) (Préfectoral)
- Instruments rituels de la noro de Jicchaku (勢理客ノロの祭祀道具一式?) (Municipal)
- Instruments rituels de la noro de Nakagusuku (中城ノロの祭祀道具一式?) (Municipal)
- Instruments rituels de la noro de Nakijin (今帰仁ノロの祭祀道具一式?) (Municipal)
- Mandat de nomination de Nakamura Gensei et documents associés (仲村源正宛辞令書及び関係資料?) (Municipal)
- Mandat de nomination de Shokita Fukuan et documents associés (諸喜田福安宛辞令書及び関係資料?) (Municipal)
- Mandats de nomination de Aragusuku Tokujo et Aragusuku Tokukō et documents associés (新城徳助・徳幸宛辞令書及び関係資料?) (Municipal)
- Perle magatama d’Aoriyae Aji / Perle magatama d’Aoriyae Noro (あおりやえ按司曲玉/阿応理屋恵ノロの曲玉?) (Préfectoral)
- Sites du château de Nakijin et du château de Shiina (今帰仁城跡附シイナ城跡?) (Préfectoral)
- Tombe Ichigusuku (イチグスク(池城)墓?) (Municipal)
- Tombe Mumujama-baka (百按司墓?) (Municipal)
- Tombe Ūnishi (大北墓?) (Municipal)
- Tour de guet tūmiya de Kouri (古宇利トゥーミヤ(遠見台)?) (Municipal)

### Patrimoine ethnologique
- Incinérateur à lettres de Shoshi (諸志の焚字炉?) (Municipal)
- Site rituel du Kami-asagi de Sakiyama (崎山の神ハザギ?) (Municipal)

### Sites historiques
- Hippodrome maaui de Nakabaru (今帰仁村仲原馬場?) (Préfectoral)
- Sites du château de Nakijin et du château de Shiina (今帰仁城跡附シイナ城跡?) (National)

### Lieux de beauté pittoresque
- Amamiku-nu-mui (アマミクヌムイ?) ( National)
- Sites du château de Nakijin et du château de Shiina (今帰仁城跡附シイナ城跡?) (Préfectoral)

### Monuments naturels
- Algues Thorea gaudichaudii d’Amesoko (天底のシマチスジノリ?) (Préfectoral)
- Communauté de Dendrolobium umbellatum de Nakasone Kakihatabaru (天底のシマチスジノリ?) (Municipal)
- Communauté végétale de Shoshi Utaki  (諸志御嶽の植物群落?) (National)
- Badamier (Terminalia catappa) d’Imadomari (今泊のコバテイシ?) (Préfectoral)